# Konstantin und Alexander
Konstantin und Alexander ist eine vom Fernsehen der DDR produzierte Fernseh-Komödie von Wolf-Dieter Panse aus dem Jahr 1989 mit Herbert Köfer und Hartmut Schreier in den Hauptrollen.

## Handlung
Tiefbauarbeiter Alexander und der sich als Seemann ausgebende Konstantin sitzen in Gertis Kneipe aus unterschiedlichen Beweggründen. Während Alexander seine Ruhe will, sucht Konstantin die Nähe und hat eine Ader für verlorene Seelen. Er bohrt bei Alexander so lange nach, bis der ihm widerwillig von dem ihm widerfahrenen Arbeitsunfall erzählt. Alexander ist seither nur noch am Schreibtisch tätig, was in unzufrieden werden ließ und er seinen Kummer nun mit Alkohol herunterspült. Konstantin trinkt mit ihm einen Schnaps nach dem anderen und hört ihm zu. Am Ende ist er betrunkener als Alexander und muss von ihm nach Hause gebracht werden.
Konstantin hat Mitleid mit Alexander und hat da eine Idee. Er verschafft ihm, ohne dass er davon weiß, wieder Arbeit die seiner Passion entspricht und ohne sein Zutun wird er zum Verantwortlichen für einen längst überfälligen Straßenbau der Gemeinde. Nicht nur Alexander fällt aus allen Wolken, als er davon Wind bekommt. Auch der Bürgermeister, der die Planung für das Straßenbauprojekt gerade erst wieder aufgeschoben hatte, ist nicht gerade erbaut von dem Aktionismus Konstantins. Die arrogante und ablehnende Art des Bürgermeisters bewegen Alexander jedoch dazu, hinter Konstantins Idee zu stehen, denn der Bürokratie etwas entgegenzusetzen und mit Taten aufzuwarten, das ist auch im Sinne Konstantins. Während der Bürgermeister meint, weder Material noch Transportkapazitäten für den angedachten Straßenbau zu haben, hat Alexander schon so ein paar Ideen. Mittlerweile ist das ganze Bauprojekt soweit angelaufen, dass der Bürgermeister als Verantwortlicher nicht mehr zurück kann und setzt nun doch Baukapazitäten frei, damit das Ganze auch ordentlich laufen kann.
Am Ende ist die Straße in Ordnung gebracht, Alexander hat sich und den anderen bewiesen, dass er doch noch mehr kann als hinter dem Schreibtisch sitzen und Konstantin könnte stolz auf sich selbst, dass alles auf den Weg gebracht zu haben. Doch eigentlich sehen die anderen ihn nur als Spinner, der sich bald wieder etwas neues ausdenken wird. Während alle die fertige Straße mit einem fröhlichen Fest feiern, wird Konstantin immer melancholischer. Er sinnt darüber nach, dass ihm selber in seinem Leben nur wenig geglückt ist. So hat er seinen Bruder wegen seines Ehrgeizes unbedingt zur See fahren zu wollen, sehr früh verloren, ebenso seine Frau und am Ende die Seefahrerei selbst. Wie er so an sich selbst zweifelt, holt ihn Alexander zu den Feiernden zurück, was Konstantin freudig annimmt.

## Hintergrund
Der Film war ursprünglich für die Kurzgeschichten-Sendereihe Schauspielereien vorgesehen, da der Autor seine Idee aber bis zu einem kompletten Film weiterentwickelte, erlebte Konstantin und Alexander am 20. Dezember 1989 im 1. Programm des Fernsehens der DDR seine Fernsehpremiere. Hauptakteur Herbert Köfer, hatte bei der Entwicklung aktiv mitgearbeitet. Im September 2016 kam der Film bei Icestorm im Rahmen der Reihe DDR TV-Archiv auf DVD heraus.

## Kritik
Der mdr beschrieb die Komödie als eine „Geschichte zweier schrulliger Außenseiter und ihrer eigenwilligen Art, Freundschaft zu schließen.“ Die Kritiker der Fernsehzeitschrift TV Spielfilm zeigen kommentarlos mit dem „Daumen zur Seite“ und vergeben einen einigen „Punkt für Humor.“